# 古今大战秦俑情
《秦俑》是1990年上映的一部香港奇幻古裝電影，由香港动作导演程小东执导，甘国亮监制，巩俐和张艺谋主演，改編自香港作家李碧华的同名小说。电影主题曲《焚心以火》由葉蒨文主唱。本片榮獲第34屆亞太影展最佳剪輯及第10屆香港電影金像獎最佳電影配樂。

## 主要情節
影片講述的是一個生死輪回的愛情故事。西元前二百多年，秦始皇一統天下，但他焚書坑儒，暴虐無道，為了長生不死，他廣招天下方士為自己煉取仙藥。方士徐福知道自己如果沒法及時煉出不死仙藥就難逃被殺的命運，他於是自稱能去東海蓬萊取得仙藥，欲借此機會溜之大吉。信以為真的秦始皇下令為此而建造船隊，並徵召五百童男童女與徐福同行。
郎中令蒙天放是一名對秦始皇忠心耿耿的軍人，他因救駕有功而得到秦始皇的信任並被封官賜劍。出於偶然，蒙天放與始皇帝徵來的童女冬兒一見鍾情，二人偷嘗禁果，犯下死罪。其時，徐福的仙藥竟然煉成。蒙天放和冬兒被秦始皇以欺君之罪賜死。冬兒在與蒙天放最後一吻時將不死仙丹吐入他口中，冬兒隨即縱身跳入火海，蒙天放則被做成兵馬俑埋于地下千秋萬世守護秦陵。
斗轉星移，光陰流逝，強大的秦國灰飛煙滅，秦始皇的陵墓也早已被人遺忘。二千年後，已是民國。
漂亮而輕浮的女演員朱莉莉一心想做女主角，卻被人利用陷害，墜機誤撞入秦始皇陵，撞活了已經在地下守衛秦陵二千多年的蒙天放。和冬兒長得一模一樣的莉莉與天放在此生重續前緣……
影片結尾處，時間已經流轉到1990年代，一輛滿載日本遊客的旅遊車停在西安秦始皇兵馬俑博物館前，一群興奮的日本遊客從車中走下，其中有一位著和服的美麗女子。此時，在空蕩蕩的博物館中，另有一個不起眼的人身穿藍灰色的中山服，正在掩埋秦俑的坑道中默默地埋頭工作，他偶然抬起頭……

## 演员表
| 角色                   | 演员   | 粵語配音 | 备注 |
| ---------------------- | ------ | -------- | ---- |
| 蒙天放                 | 張艺謀 | 高雄     |      |
| 冬兒／朱莉莉／山口靖子 | 鞏俐   | 何嘉麗   |      |
| 电影导演               | 吴天明 | 張炳強   |      |
| 始皇帝                 | 陸樹銘 | 陳欣     |      |
| 徐福/导游              | 謝博文 | 賈鳳梧   |      |
| 白雲飛                 | 于榮光 | 朱子聰   |      |

## 獎項
| 年份 | 頒獎典禮             | 獎項         | 名單                                                    | 結果 |
| ---- | -------------------- | ------------ | ------------------------------------------------------- | ---- |
| 1989 | 第34屆亞太影展       | 最佳剪輯     | 麥子善                                                  | 獲獎 |
| 1990 | 第26屆芝加哥國際影展 | 金雨果獎     |                                                         | 提名 |
| 1991 | 第10屆香港電影金像獎 | 最佳電影     |                                                         | 提名 |
| 1991 | 第10屆香港電影金像獎 | 最佳女主角   | 鞏俐                                                    | 提名 |
| 1991 | 第10屆香港電影金像獎 | 最佳攝影     | 鮑起鳴、李新業                                          | 提名 |
| 1991 | 第10屆香港電影金像獎 | 最佳剪接     | 麥子善                                                  | 提名 |
| 1991 | 第10屆香港電影金像獎 | 最佳美術指導 | 奚仲文                                                  | 提名 |
| 1991 | 第10屆香港電影金像獎 | 最佳動作指導 | 程小東                                                  | 提名 |
| 1991 | 第10屆香港電影金像獎 | 最佳電影配樂 | 顧嘉輝、黃霑、戴樂民                                    | 獲獎 |
| 1991 | 第10屆香港電影金像獎 | 最佳電影歌曲 | 〈焚心似火〉 主唱：葉倩文 作曲：顧嘉輝、黃霑 填詞：黃霑 | 提名 |

## 外部連結
- 香港影庫上《古今大战秦俑情》的資料（繁體中文）
- 開眼電影網上《古今大战秦俑情》的資料（繁體中文）
- 时光网上《古今大战秦俑情》的資料（简体中文）
- 豆瓣电影上《古今大战秦俑情》的資料 （简体中文）
- 爛番茄上《古今大战秦俑情》的資料（英文）
- AllMovie上《古今大战秦俑情》的资料（英文）
- 互联网电影数据库（IMDb）上《古今大战秦俑情》的资料（英文）